# Єгорівка (Ровеньківський район)
Єго́рівка — село в Україні, у Ровеньківській міській громаді Ровеньківського району Луганської області. Населення становить 250 осіб. Орган місцевого самоврядування — Бобриківська сільська рада.

## Населення
За даними перепису 2001 року населення села становило 250 осіб, з них 91,2% зазначили рідною українську мову, а 8,8% — російську.